# Chega Mais (telenovela)
Chega Mais é uma telenovela brasileira produzida e exibida pela TV Globo de 3 de março e 5 de setembro de 1980, em 158 capítulos. Substituiu Marron Glacê e foi substituída por Plumas e Paetês, sendo a 25ª "novela das sete" exibida pela emissora.
Escrita por Carlos Eduardo Novaes, sob a supervisão de Walther Negrão, e dirigida por Gonzaga Blota, Walter Campos, Roberto Vignati e Reynaldo Boury.
Teve Tony Ramos, Sônia Braga, Rosamaria Murtinho, Cláudio Corrêa e Castro, Renata Fronzi, Ruy Rezende, Ney Santanna, Nádia Lippi, Gilberto Martinho, Ana Ariel, Osmar Prado e Renata Sorrah nos papéis principais.

## Enredo
Ambientada no Rio de Janeiro, narra a história do casal Tom (Tony Ramos) e Gelly (Sônia Braga), que vive brigando, apesar de um não conseguir viver sem o outro. A relação entre os dois se complica ainda mais quando Tom é sequestrado no dia do seu casamento com Gelly, deixando-a aflita no altar. Na verdade ele planejou o sequestro para a família de Gelly pagar o resgate. Mas o que Tom não sabia é que a família dela está falida.
Tom é um moço independente, irreverente e brincalhão, que acha que a vida não merece ser levada a sério. Mora com seu pai, seu Gilberto Barata (Gilberto Martinho), funcionário público aposentado que vive em casa, de pijama, cuidando de seus animais de estimação, com os quais conversa durante o dia. Barata tem uma relação difícil com o filho, por se comportar de maneira totalmente diferente da que ele projetara: um homem correto, com emprego fixo e família formada. Há também Wilma (Nádia Lippi), a humilde, tímida e romântica irmã de Tom, que trabalha e estuda, além de cuidar com zelo da casa e do pai, por quem é subjugada. Romeu (Augusto Olímpio), amigo de infância de Tom, frequenta a casa dos Barata, sendo um mineiro tímido e medroso que vive criticando o comportamento do amigo, mas, no íntimo, o inveja, além de ser secretamente apaixonado por Wilma; e Cupim (Tony Vermont), trapaceiro amigo de Tom que o auxilia nas suas peripécias.
Gelly, por sua vez, é uma mulher bonita, desastrada e egoísta. Critica a família de aristocratas decadentes, que vive de aparências, e mora em uma mansão com vários objetos valiosos, vendidos quando necessita de dinheiro. É sempre cortejada por muitos rapazes mas, apesar dos desencontros, é por Tom que é apaixonada. Sua família é composta por Belmiro Maia (Cláudio Corrêa e Castro), seu pai, professor de biologia e entomologista que, distraído e com ar de superior, luta para criar algo no ramo que o faça enriquecer; sua mãe, Agda (Renata Fronzi), mulher esnobe, que não se desvincula dos altos círculos sociais, adora jogar no bicho, ler horóscopo e procurar partidos ricos para os filhos; seu irmão, Tatá (Daniel Dantas), que diz estudar Diplomacia, maior sonho da mãe, mas na verdade é preguiçoso e supersticioso, pois faz de tudo para ganhar na loteria esportiva; sua avó, Cândida (Henriqueta Brieba), mãe de Belmiro, uma velhinha que não perde a alegria de viver e exerce uma forte influência nas decisões tomadas pela família; e Lili (Elza Gomes), tia de Agda, que vive em uma cadeira de rodas e, com a idade, ficou surda. Apesar disso, vive tentando conversar, mas ninguém lhe dá muita atenção. Seu grande companheiro é o mordomo, Jaime (Brandão Filho), com quem, às vezes, sai para passear. Quanto aos empregados, a família mantém o culto e bem-humorado Jaime, que, detentor de algumas economias, é a quem todos recorrem quando precisam de dinheiro; e a fofoqueira empregada doméstica Jacira (Sônia de Paula), que estuda à noite e quase sempre reclama seus direitos trabalhistas, sem êxito.
Depois do fracassado casamento, Gelly e Tom se separam e embarcam em outros relacionamentos. Tom se envolve com a empresária Léa Fonseca (Rosamaria Murtinho), mulher mais velha que, viúva, com pulso firme e ajuda da sua mãe, a sábia e atenciosa Vitória (Estelita Bell), assumiu os negócios do marido e criou os três filhos: Norma (Maria Cristina Nunes), a caçula, moça determinada que estuda Jornalismo e namora com Tito (Antonio Pedro), jornalista sério e distinto, mais velho que ela, porém é apaixonada por Tatá; Cristina (Christiane Torloni), braço-direito da mãe, moça fútil que vive um casamento complicado com Roberto (Reynaldo Gonzaga), homem ambicioso e divertido, formado em Administração e Economia e que não mede esforços para subir na vida; e o metódico Guto (Ney Santanna), o mais velho, que se vê como o chefe da família depois da morte do pai e, por isso, vive se metendo na vida da mãe e das irmãs, além de parecer o que não é: austero e rude. Ex-namorado de Gelly, passa a assediá-la quando esta termina com Tom e se irrita ao saber que ele está envolvido com sua mãe. Porém, Guto desperta o interesse de Wilma, sem saber que ela é irmã do seu rival.
Em dado momento da trama, outra personagem que também investe em Tom é Rosa (Thaís de Andrade), sua ex-namorada. Afável, Rosa volta ao Brasil depois de se recuperar de um tumor e está disposta a reconquistar Tom. Porém, desiludida diante do desinteresse por ela e do amor que ele sente por Gelly, ela decide regressar para a Europa mas se apaixona por Hércules (Roberto Bomfim), detetive metido a espertalhão que, criado no subúrbio pela tia, a espalhafatosa Leda (Agnes Fontoura), fica deslumbrado ao frequentar um meio social mais elevado e dividido entre as ricas Rosa e Patrícia (Dulce Conforto).
Ao mesmo tempo em que Gelly não cede às investidas de Guto, sua mãe, Agda, faz de tudo para que sua filha se apaixone pelo diplomata norte-americano Paul Cleveland (Ruy Rezende). Ela não sabe, entretanto, que Paul Cleveland é Zico Souza, camelô simpático e engraçado que trabalha e mora no subúrbio carioca com a mãe, a trambiqueira cartomante Zoraide (Ana Ariel), e o pai, Souza (Paulo Gonçalves), simplório taxista. Zico tem como melhor amiga e companheira de trapaças a provocante Bárbara (Joséphine Hélene), também camelô. Gelly descobre a armação de sua mãe e, para puni-la, conta com a ajuda do próprio Zico - que se torna seu amigo - para manter a farsa. Zico, por sua vez, desperta a paixão em Jacira, e os dois começam a namorar em segredo.
Os encontros e desencontros de Tom e Gelly eram entremeados pela história de Lúcia (Renata Sorrah). Jornalista forte e independente, sofre com o abandono do marido e cria, com dedicação, o filho, André (Égon Aszmann). Lúcia vive em constante conflito com o pai, Sr. Felipe Gomes (Felipe Carone), exportador de instrumentos musicais que, intransigente, insiste para que ela assuma os negócios da família; entretanto, se dá muito bem com a mãe, a compreensiva Carmem (Heloísa Helena), militante no movimento de defesa dos animais, e a irmã mais nova, a dondoca Patrícia, que, como o pai, só pensa em dinheiro e adora aproveitar os prazeres que ele traz. Por isso faz balé, ginástica, jazz e vive em discotecas com a amiga Norma.
Lúcia trabalha na editora de uma revista conceituada, onde também trabalham Tito, Norma, Tomás (José Augusto Branco), um dos diretores, que fora seu antigo namorado e, conquistador à moda antiga mas na verdade um canastrão, a vive cortejando; e a deslumbrante e sensata Brigitte (Ilka Soares), sua chefe, apaixonada por Tomás e melhor amiga de Léa.
A vida de Lúcia muda completamente quando conhece e se apaixona por Amaro (Osmar Prado), um baiano que vem para o Rio de Janeiro tentar a vida como cantor, formando com ele um casal inusitado e improvável. Amaro é filho de Valda (Gracinda Freire), mulher decidida e controladora que vive preocupada com ele, e sobrinho do ponderado fazendeiro Tião (Luiz Orioni), que o apoia e mantém no Rio, além de tentar tranquilizar sua mãe, sem sucesso. Depois de muito esforço e perseverança, Amaro acaba se lançando na carreira musical como o cantor popular Ted Lover.

## Elenco
| Interprete              | Personagem                                    |
| ----------------------- | --------------------------------------------- |
| Tony Ramos              | José Antônio Barata (Tom)                     |
| Sônia Braga             | Maria Angélica Grimaldi Prado Almeida (Gelly) |
| Renata Sorrah           | Lúcia Gomes                                   |
| Osmar Prado             | Amaro/Ted Lover                               |
| Rosamaria Murtinho      | Léa                                           |
| Thaís de Andrade        | Rosa                                          |
| Renata Fronzi           | Agda Grimaldi Prado Almeida                   |
| Cláudio Corrêa e Castro | Belmiro Prado Almeida                         |
| Ney Santanna            | Guto                                          |
| Felipe Carone           | Dr. Gomes                                     |
| Daniel Dantas           | Otávio Grimaldi Prado Almeida (Tatá)          |
| Henriqueta Brieba       | Cândida Prado Almeida                         |
| Ruy Rezende             | Zico/Paul Cleveland                           |
| Sônia de Paula          | Jacira                                        |
| Elza Gomes              | Tia Lili                                      |
| Brandão Filho           | Jaime                                         |
| Nádia Lippi             | Vilma                                         |
| Gilberto Martinho       | João Barata                                   |
| Christiane Torloni      | Cristina                                      |
| Reinaldo Gonzaga        | Roberto                                       |
| Roberto Bonfim          | Hércules P. Pereira (Pepê)                    |
| Gracinda Freire         | Dona Valda                                    |
| Ana Ariel               | Madame Zoraida                                |
| Paulo Gonçalves         | Souza                                         |
| José Augusto Branco     | Thomas                                        |
| Estelita Bell           | Dona Vitória                                  |
| Maria Cristina Nunes    | Norma                                         |
| Dulce Conforto          | Patrícia                                      |
| Heloísa Helena          | Carmem Gomes                                  |
| Augusto Olímpio         | Romeu                                         |
| Tony Vermont            | Cupim                                         |
| Antônio Pedro           | Tito                                          |
| Ilka Soares             | Brigitte                                      |
| Joséphine Hélene        | Bárbara (Secretária do Dr. Gomes)             |
| Agnes Fontoura          | Leda (Ex-mulher de João Barata, mãe de Tom)   |
| Luiz Orioni             | Tião (Treinador de Cândida)                   |
| Shulamith Yaari         | Fátima (Empregada de Hércules)                |
| Égon Aszmann            | Andrezinho                                    |

### Participações especiais
| Interprete           | Personagem |
| -------------------- | --- |
| Alice Viveiros       | Edna |
| Armando Bógus        | Nestor (Garçom do buffet Marron-Glacé)                                                                            |
| Edgard Franco        | Pablo Herrera |
| Érica Kupper         | Myrian |
| Fernando José        | Tubarão |
| Flávio Migliaccio    | Motorista do táxi pego por Gelly, que vai atrás de Tom, no segundo capítulo                                       |
| Gilda Sarmento       | Dona Conceição |
| Neila Tavares        | Dominique Airosa Cerqueira                                                                                        |
| Gugu Olimecha        | Tarzã (Amigo de Tom)                                                                                              |
| João Carlos Barroso  | Luís César (Garçom do buffet Marron Glacé, contratado para o casamento de Gelly, no primeiro e segundo capítulos) |
| José Mayer           | Repórter que escreve uma matéria sobre Gelly abandonada no altar, no segundo capítulo                             |
| Laerte Morrone       | Waldomiro (Garçom do buffet Marron Glacé, contratado para o casamento de Gelly, no primeiro e segundo capítulos)  |
| Lima Duarte          | Oscar (Garçom do buffet Marron Glacé, contratado para o casamento de Gelly, no primeiro capítulo)                 |
| Maria Cristina Gatti | Lourdes (empregada doméstica de Lúcia)                                                                            |
| Mário Gomes          | Eliezer (garçom do buffet Marron-Glacé)                                                                           |
| Milton Gonçalves     | Padre que celebraria o casamento de Tom e Gelly, que não aconteceu                                                |
| Ney Latorraca        | Jonas (Ex-marido de Lúcia, que a deixa, no segundo capítulo)                                                      |
| Ruthinéa de Moraes   | Cacilda |
| Sílvia Salgado       | Virgínia |
| Terezinha Moreira    | Berta |
| Yara Cortes          | Madame Clô (Proprietária do buffet Marron Glacé, contratado para o casamento de Gelly, no primeiro capítulo)      |

## Curiosidades
- Chega Mais reuniu mais de 40 personagens e todos eles tinham aspectos bons e maus. Essa foi a única telenovela escrita pelo cronista e escritor Carlos Eduardo Novaes. Ele usou um humor crítico em alguns trechos da trama, que foi considerada uma anti-novela, já que fugia aos padrões das histórias mais leves apresentadas no horário das 19h.[1]
- A sinopse de Carlos Eduardo Novaes esclarecia: "Esta é uma história comum de dois jovens que se conhecem, apaixonam-se, mas não conseguem realizar essa paixão. Quando juntos, trapaceiros incorrigíveis, admitem que não podem continuar juntos. Quando separados, constatam que não podem viver separados".[12] Novaes conseguiu, com certa artimanha, fazer uma novela de crônica e, apesar de Chega Mais não ter sido um grande sucesso, em nenhum momento o elenco e a produção estiveram comprometidos. Assim como abriu caminho para a fórmula do humor nonsense na televisão brasileira, que seria bastante explorado ao longo da década de 1980.[8]
- O título da novela seria Tom e Gelly, já que Carlos Eduardo Novaes se inspirou na história de Tom e Jerry para compor o casal principal que viviam em uma briga de gato e rato até o fim da trama, e o tema de abertura seria a música Corre Corre do novo disco de Rita Lee. Em virtude dos altos custos de direitos do título, pertencentes a empresa Hanna-Barbera, o título foi mudado para Chega Mais que era o nome de uma outra música escolhida para o tema de abertura, retirada do mesmo disco de Rita Lee.[12][8]
- A abertura causou frisson e foi um grande sucesso. Nela, apareciam casais se aproximando de várias maneiras.[12][8] Foi criada por Hans Donner e Nilton Nunes.
- A direção da emissora sugeriu como primeira opção para o casal protagonista os nomes de Tony Ramos e Elizabeth Savalla. Após o estrondoso sucesso do casal em O Astro e em Pai Herói, a emissora contava com mais esse trunfo para o sucesso de Chega Mais. No entanto, a atriz ficou grávida logo após o término da novela de Janete Clair, e só voltou às telinhas na novela substituta de Chega Mais, Plumas e Paetês.
- O primeiro capítulo foi antológico: Gelly sendo abandonada no altar depois da constatação de que seu noivo Tom havia sido sequestrado.[12] Para a recepção deste casamento que acabou não acontecendo, a novela contou com a participação de alguns personagens do buffet Marron Glacê, da novela homônima exibida anteriormente no mesmo horário.[1]
- Última novela de Sônia Braga antes de se mudar para os Estados Unidos, onde se dedicaria a carreira internacional. Ela só voltaria a atuar em novelas 19 anos depois, em Força de Um Desejo, onde fez uma participação nos primeiros capítulos da trama.[1][12][8] Sonia Braga só voltou a participar de uma novela do inicio ao fim 26 anos depois, em Páginas da Vida, no ano de 2006.[13]
- Destaque para Osmar Prado, numa sensível caracterização do músico baiano Amaro.[12]
- Estreia de Daniel Dantas na televisão. Em contrapartida, último  trabalho do ator Luiz Orioni, que viria a falecer seis dias depois do término da trama.
- Durante a sua exibição na Itália, em 1985, Chega Mais foi assistida por cerca de 1 milhão e 360 mil telespectadores por capítulo, tendo sido a segunda maior audiência do país, diante do sucesso de Os Ricos Também Choram. Aproveitando-se da situação, as manchetes italianas estampavam que o reinado de Sônia Braga estava ameaçado pela atriz mexicana Verônica Castro, protagonista da outra trama.[14]
- É a única novela brasileira a conquistar o maior prêmio da TV italiana, o Telegatto.[15]

## Exibição

### Reprises
Chega Mais foi reapresentada de 11 de abril a 29 de julho de 1983, às 10 horas da manhã, no programa feminino TV Mulher, em 80 capítulos, substituindo Ciranda de Pedra e sendo a última novela reprisada no programa.
Foi exibida em alguns países europeus. Na Itália estreou em 1985, na emissora Retequattro, canal 4, com o título "Samba d'amore", onde obteve enorme sucesso. Para a divulgação da novela, a emissora contratou o então desconhecido Franco Perini para compor um tema exclusivo: "Samba d'amore", que saiu primeiramente em compacto, até alcançar as rádios e ser incluída na trilha sonora oficial da versão italiana, pela Sigla Quattro, pertencente à Retequattro em parceria com a Rede Globo. Perini foi presença constante nas trilhas da Som Livre, entre os anos 80 e 90.
Em 2005 foi reapresentada pelo canal 53, da Napoli Tivù.

### Outras Mídias
Foi disponibilizada na plataforma de streaming Globoplay, em 22 de janeiro de 2024, através do projeto Fragmentos, que resgata obras do acervo da Rede Globo com poucos capítulos preservados. Ao todo, foram resgatados os capítulos 1, 2, 79, 80, 157 e 158.

## Trilha Sonora

### Samba d'amore(Chega Mais)[3][4]
Capa: trecho da abertura
| N.º | Título                                               | Música            | Personagem | Duração |  |
| 1.  | "Samba d'amore"                                      | Franco Perini     | Abertura   | 4:08    |  |
| 2.  | "Open Road"                                          | GND               |            | 4:32    |  |
| 3.  | "L'io e L'es"                                        | Scialpi           |            | 4:46    |  |
| 4.  | "Dor Romântica"                                      | Wando             |            | 3:51    |  |
| 5.  | "There's No Easy Way"                                | Michael Wycoff    |            | 4:06    |  |
| 6.  | "Pedacinhos"                                         | Guilherme Arantes |            | 3:15    |  |
| 7.  | "Luna Bianca, Luna Nera"                             | Beppe Dati        |            | 5:11    |  |
| 8.  | "Diversi I Resti"                                    | Olívia Hime       |            | 2:38    |  |
| 9.  | "Friendly Persuasion"                                | Cleo Laine        |            | 3:46    |  |
| 10. | "Fine Della Festa"                                   | Zé Luiz Mazziotti |            | 2:24    |  |
| 11. | "Peixinho"                                           | Fafá de Belém     |            | 4:04    |  |
| 12. | "Kuenda"                                             | Jon Lucien        |            | 3:01    |  |
| 13. | "La Prima Volta Insieme A Te (Versione Strumentale)" | Angelo Arienti    |            | 4:03    |  |

O nome de Perini aparece errado (Verini) na impressão do compacto lançado pela Polydor, com a mesma capa, mas trazendo as versões original e instrumental de Samba d'amore:
| N.º | Título                                 | Música        | Função       | Duração |  |
| 1.  | "Samba d'amore"                        | Franco Perini | Abertura     | 4:15    |  |
| 2.  | "Samba d'amore (Versione Strumentale)" | Franco Perini | Encerramento | 3:56    |  |

### Nacional[3][4]
Capa : logotipo da novela
| N.º | Título                    | Música            | Personagem              | Duração |  |
| 1.  | "Xô Gafanhoto"            | Beth Carvalho     | Guto                    | 2:37    |  |
| 2.  | "Abri a Porta"            | A Cor do Som      | Tom e Gelly             | 4:32    |  |
| 3.  | "Saindo de Mim"           | Simone            | Lúcia                   | 3:53    |  |
| 4.  | "Menino Sem Juízo"        | Alcione           | Léa                     | 3:21    |  |
| 5.  | "Agito e Uso"             | As Frenéticas     | Gelly                   | 3:31    |  |
| 6.  | "Chega Mais"              | Rita Lee          | Abertura                | 3:55    |  |
| 7.  | "Falando de Amor"         | Ney Matogrosso    | Locação: Rio de Janeiro | 2:56    |  |
| 8.  | "Trilhos Urbanos"         | Caetano Veloso    | Lúcia e Amaro           | 2:44    |  |
| 9.  | "Vazio"                   | Roberto Ribeiro   | Cristina e Roberto      | 2:53    |  |
| 10. | "Pode Guardar as Panelas" | Paulinho da Viola | Núcleo do Subúrbio      | 3:43    |  |
| 11. | "Solidão"                 | Agepê             | Rosa                    | 2:40    |  |
| 12. | "Homenagem ao Malandro"   | Moreira da Silva  | Zico                    | 2:11    |  |
| 13. | "Linha de Passe"          | João Bosco        | Amaro                   | 3:49    |  |

### Internacional[3][4]
Capa: trecho da abertura
| N.º | Título                               | Música                              | Personagem              | Duração |  |
| 1.  | "You and I"                          | Mireille Mathieu feat. Paul Anka    | Lúcia e Amaro           | 3:19    |  |
| 2.  | "I Can't Help Myself"                | Bonnie Pointer                      | Locação: Rio de Janeiro | 3:49    |  |
| 3.  | "Feeling Old Feelings"               | Dionne Warwick                      | Léa                     | 4:03    |  |
| 4.  | "Three Times in Love"                | Tommy James                         | Cristina e Roberto      | 4:09    |  |
| 5.  | "Emotions in my Heart"               | Chrystian                           | Hércules e Patrícia     | 3:44    |  |
| 6.  | "Got to Love Somebody"               | Sister Sledge                       | Rosa                    | 3:35    |  |
| 7.  | "Clair de Femme"                     | Jean Musy                           | Gelly                   | 3:09    |  |
| 8.  | "I'd Rather Leave While I'm in Love" | Rita Coolidge                       | Guto e Wilma            | 3:28    |  |
| 9.  | "Better Love Next Time"              | Dr. Hook                            | Tatá                    | 2:59    |  |
| 10. | "With You I'm Born Again"            | Billy Preston feat. Syreetta Wright | Tom e Gelly             | 3:37    |  |
| 11. | "A Walk in The Park"                 | Nick Stranker Band                  | Tom                     | 3:50    |  |
| 12. | "Gonna Get Along Without You Now"    | Viola Wills                         | Brigitte e Tomás        | 3:15    |  |
| 13. | "Let Me Party With You"              | Bunny Sigler                        | Locação: Rio de Janeiro | 3:35    |  |
| 14. | "You Set My Dreams to Music"         | John Travolta                       | Norma                   | 2:55    |  |